# Der Glanz des Tages
Der Glanz des Tages ist ein österreichischer Film von Tizza Covi und Rainer Frimmel aus dem Jahr 2012.

## Handlung
Philipp Hochmair ist ein erfolgreicher Schauspieler mit Engagements an den großen Bühnen in Wien und Hamburg. Er trifft den vagabundierenden Walter und baut eine ambivalente Freundschaft zu ihm auf. Als er dazu mit dem Schicksal seines Nachbarn Viktor konfrontiert wird, wird er ins echte Leben abseits der Bühne zurückgeholt.

## Auszeichnungen
- 2013: Großer Diagonale-Spielfilm-Preis
- 2013: Max Ophüls Preis